# مارکوس هپه
مارکوس هپه (انگلیسی: Markus Happe؛ زادهٔ ۱۱ فوریهٔ ۱۹۷۲) بازیکن فوتبال اهل آلمان است.
از باشگاه‌هایی که در آن بازی کرده‌است می‌توان به باشگاه فوتبال کلن، باشگاه فوتبال شالکه ۰۴، باشگاه فوتبال کیکرز اوفنباخ، و باشگاه فوتبال بایر ۰۴ لورکوزن اشاره کرد.
وی همچنین در تیم ملی فوتبال زیر ۲۱ سال آلمان بازی کرده‌است.